# Orthotomus chaktomuk
Orthotomus chaktomuk Mahood et al., 2013 è un uccello della famiglia Cisticolidae, scoperto nel 2009 in Cambogia.